# Hildegard Lamfrom
Hildegard Lamfrom, auch Hildegarde Lamfrom, geborene Hildegard Lammfromm (* 19. Juni 1922 in Deutschland; † 28. August 1984 in La Jolla) war eine deutsch-amerikanische Molekularbiologin.

## Leben und Wirken
Lamfrom emigrierte mit ihren Eltern 1937 aus Deutschland auf der Flucht vor der Verfolgung der Juden durch die Nationalsozialisten. Sie zogen nach Portland im US-Bundesstaat Oregon. Sie studierte am Reed College, während des Zweiten Weltkriegs finanzierte sie sich das Studium zeitweise durch die Arbeit als Schweißerin auf Werften. Nach dem Master-Abschluss an der Oregon State University wollte sie Medizin an der Case Western Reserve University in Cleveland studieren, wechselte dann aber zur Biochemie. Unter Harry Goldblatt war sie an den Arbeiten zur Charakterisierung des Renin-Systems beteiligt. 1949 wurde sie promoviert und folgte Goldblatt an das Cedars of Lebanon Hospital in Los Angeles.
1955 bis 1958 war sie bei Kaj Ulrik Linderstrøm-Lang am Carlsberg-Labor in Kopenhagen mit einem Stipendium der American Heart Association. 1958 begann sie ihre grundlegenden Forschungen in Molekularbiologie im Labor von Henry Borsook am California Institute of Technology. Von 1962 bis 1965 war sie am MRC Laboratory of Molecular Biology in Cambridge bei Francis Crick und Sydney Brenner und danach bis 1967 am Institut Physico-Chimique in Paris. Danach war sie an der University of Oregon, wo ihre Zusammenarbeit mit ihrer engen Freundin Anand Sarabhai begann, und ab 1970 an der University of California, San Diego, wo sie mit Sarabhai und John Abelson an tRNA-Synthese forschte. In den 1970er Jahren war sie längere Zeit mit Sarabhai in Indien, wo sie in Ahmedabad ein Biotechnologiezentrum gründeten. Zuletzt forschte sie an der Harvard Medical School mit Tom Benjamin über das Middle-t-Antigen von Polyomaviren bei der experimentellen Induzierung von Krebs. Sie starb 1984 an einem Hirntumor.
Ende der 1950er Jahre war sie an der Aufklärung der Mechanismen der Proteinbiosynthese in Zellen beteiligt und entwickelte mit Richard Schweet eines der ersten In-vitro-Systeme zu deren Studium an Retikulozyten. Sie erbrachte darin einige der ersten Nachweise für Boten-RNA und die Existenz von Polyribosomen.
In Indien vermittelte sie Kontakte von amerikanischen Künstlern wie Roy Lichtenstein, Robert Rauschenberg und Frank Stella mit indischen Künstlern. Abelson betont in seinem Nachruf ihre Erfolge und ihren Einsatz als Mentorin junger Wissenschaftler und ihre Hartnäckigkeit in der Durchführung von Experimenten.
Eine aus Sicht von Richard Feynman aufgrund eigener Fehler misslungene Zusammenarbeit mit Hildegard Lamfrom am California Institute of Technology schildert Feynman in seiner Autobiographie.
Sie war die Schwester von Gert Boyle.

## Werke
- mit Richard Schweet, Esther Allen: The Synthesis of Hemoglobin in a cell-free system. Proc. Nat. Acad. Sci. USA, Band 44, 1958, 1029
- mit D. P. Nierlich, A. Sarabhai, J. Abelson: Synthesis of tRNA in Cell-free Extracts. Nature, Band 246,1972, S. 11. Abstract (englisch)
- mit D. P. Nierlich, A. Sarabhai, J. Abelson: Transfer RNA synthesis in vitro. Proc. Nat. Acad. Sci. USA, Band 70, 1973, S. 179–182